# Helictotrichon potaninii
Helictotrichon potaninii là một loài thực vật có hoa trong họ Hòa thảo. Loài này được Tzvelev mô tả khoa học đầu tiên năm 1968.